# Il canto della culla
Il canto della culla (Cradle Song) è un film del 1933 diretto da Mitchell Leisen.

## Produzione
Il film fu prodotto dalla Paramount Pictures e venne girato negli studi della compagnia al 5555 di Melrose Avenue a Hollywood.
Nel ruolo principale, la tedesca Dorothea Wieck, una giovane attrice che era diventata famosa poco tempo prima interpretando Ragazze in uniforme di Leontine Sagan, una vicenda dai toni oppressivi che si svolgeva in un collegio femminile. La Wieck venne chiamata a Hollywood e, per il suo esordio, le fu affidata la parte di Joanna in una storia ambientata di nuovo in un universo tutto al femminile, come poteva essere quello del convento di Canción de cuna, il dramma di Gregorio Martínez Sierra da cui venne tratto il film.

## Distribuzione
Distribuito dalla Paramount Pictures, il film uscì nelle sale statunitensi il 19 novembre 1933.

### Date di uscita
- Stati Uniti d'America: 19 novembre 1933
- Germania: 1934
- Finlandia: 8 aprile 1934
- Danimarca: 2 luglio 1934